# Maya Hahn
Maya Ruby Hahn (* 7. Februar 2001 in Eastbourne) ist eine neuseeländische Fußballspielerin mit deutscher Staatsangehörigkeit.

## Karriere

### Vereine
Hahn, die in der Region Wellington geboren und aufgewachsen ist und in Hutt Valley die gleichnamige High School besucht hatte, begann ihre sportliche Aktivität ebenfalls in dieser Region. Sie gehörte bereits im Alter von acht Jahren der Olé Football Academy in Porirua an.
Im Jahr 2016 setzte sie ihren Weg in der Frauenfußballabteilung von Wellington United fort. Für den im Regionalverband Capital Football vertretenen Verein kam sie in der National Women’s League bis zum Ende der Spielzeit 2017 zum Einsatz. Im Wettbewerb um den „Kelly Cup“ erreichte sie mit ihrer Mannschaft im letzten Jahr ihrer Zugehörigkeit das Finale, das jedoch verloren wurde. Danach kam sie in drei Spielzeiten für den in Porirua ansässigen Western Suburbs FC zu Einsätzen, ebenfalls dem Regionalverband Capital Football zugehörig.
Mit einem vier Jahre gültigen Stipendium schrieb sie sich an der University of Oregon in Eugene zur Aufnahme eines Studiums ein. Für deren Sport-Team Oregon Ducks kam sie als Freshman vom 25. August bis zum 27. Oktober 2019 in 15 Punktspielen der Pacific-12 Conference zum Einsatz und erzielte ein Tor.
Mit dem Erliegen des Ligabetriebes aufgrund der COVID-19-Pandemie in den Vereinigten Staaten durfte sie nach Deutschland wechseln. Der Bundesligist SV Meppen bot ihr die Möglichkeit den Verein zu verstärken. Hahn bestritt ihr Pflichtspieldebüt für die Emsländerinnen am 1. November 2020 im Zweitrundenspiel des DFB-Pokalwettbewerbs beim 3:2-Sieg gegen den Drittligisten SV Henstedt-Ulzburg mit Einwechslung für Jenny Bitzer zur zweiten Halbzeit. In der Bundesliga debütierte sie eine Woche später im Heimspiel gegen den FC Bayern München bei der 0:3-Niederlage. Ihre letzten drei Pflichtspiele waren die Bundesligabegegnungen an den Spieltagen 10, 11 und 12, wobei eins verloren, eins gewonnen wurde und eins unentschieden endete. Im Januar 2021 verließ sie den Verein und kehrte zu den Oregon Ducks zurück, um Trainingseinheiten für die am 7. Februar 2021 beginnende und nachgeholte Spielzeit 2020 nicht zu verpassen. Bis zu ihrem letzten Einsatz in der Spielzeit 2021 am 31. Oktober, bestritt sie 26 Spiele, in denen sie sieben Tore erzielte.
Zur Saison 2020/21 wurde Hahn vom Bundesligisten 1. FFC Turbine Potsdam verpflichtet, für deren Bundesligamannschaft sie sowohl in sieben Erst-, als auch für deren Zweitvertretung, in drei Zweitligaspielen eingesetzt wurde.
Zur Saison 2025/26 schloss sie sich dem Zweitligaaufsteiger FC Viktoria 1889 Berlin an.

### Nationalmannschaft
Hahn debütierte als Nationalspielerin für die U16-Nationalmannschaft, die an der Ozeanienmeisterschaft 2017 teilnahm und auch den Titel gewann.
Mit der U17-Nationalmannschaft nahm sie an der in Uruguay ausgetragenen Weltmeisterschaft 2018 teil. Ihr erstes von insgesamt sechs Turnierspielen, einschließlich des Finales, bestritt sie am 13. November im ersten Spiel der Gruppe A, in dem die U17-Nationalmannschaft Finnlands in Montevideo mit 1:0 bezwungen wurde; sie wurde in der 64. Minute für Macey Fraser eingewechselt. Sie bestritt die folgenden beiden Gruppenspiele und gelangte mit ihrer Mannschaft als Gruppenzweiter in die Finalrunde. Im Spiel um Platz 3 konnte die U17-Nationalmannschaft Kanadas mit 2:1 bezwungen werden.
Mit ihrer deutschen Staatsangehörigkeit bot sich auch die Möglichkeit für den DFB Länderspiele zu bestreiten – wozu sie sich entschieden hatte. Sie hatte eine Einladung zu einem Trainingslager der deutschen U20-Nationalmannschaft angenommen, in dem die Teilnehmerinnen um einen Platz bei der U20-Weltmeisterschaft im kommenden Jahr kämpfen.

## Erfolge
Nationalmannschaft
- Dritter U17-Weltmeisterschaft 2018
- U16-Ozeanienmeister 2017

Verein
- Kelly-Cup-Finalist 2017 (mit Wellington United)

## Auszeichnungen
- Sportlerin des Jahres 2017
- Fußballerin des Jahres 2016, 2017
- Wertvollste Spielerin 2015, 2016